# Best Friends (lucha libre)
Best Friends es un stable de lucha libre profesional, quienes actualmente trabajan para All Elite Wrestling que está formada por Chuck Taylor y Trent Beretta. Ellos compitieron en New Japan Pro-Wrestling (NJPW), Pro Wrestling Guerrilla (PWG), Ring of Honor (ROH) y en el circuito independiente.
A su ingreso a AEW, se añadieron otros integrantes que se presentan de forma esporádica, tales como Orange Cassidy, Kris Statlander, Rocky Romero, Wheeler Yuta, Danhausen, y Sue (la madre de Trent).

## Historia

### Pro Wrestling Guerrilla (2013-presente)
Chuck Taylor y Trent? se unió por primera vez el 31 de agosto de 2013 en Pro Wrestling Guerrilla (PWG) 2013 Battle of Los Angeles - Night Two junto a Joey Ryan, donde derrotaron al equipo de B-Boy, Tommaso Ciampa y Willie Mack. Siguió una serie de victorias, que culminaron en Taylor y Trent? derrotando a The Inner City Machine Guns para ganar el Dynamite Duumvirate Tag Team Title Tournament (2014) el 31 de enero.
Posteriormente perdieron una lucha contra The Young Bucks por el Campeonato Mundial en Parejas de PWG en PWG Mystery Vortex II el 28 de marzo de 2014.

### Ring of Honor (2017-2019)
Best Friends apareció por primera vez en Ring of Honor (ROH) el 14 de mayo de 2017, acompañado por Rocky Romero, socio asociado de Roppongi de Beretta, en una victoria sobre The Young Bucks y Adam Page de Bullet Club. El 10 de octubre, Chuckie T y Beretta ganaron un partido contra The Addiction para convertirse en los contendientes número uno por el Campeonato Mundial en Parejas de ROH, pero perdieron ante los campeones defensores The Motor City Machine Guns en Final Battle el 15 de diciembre.

### New Japan Pro-Wrestling (2017-2019)
Best Friends hizo su debut con New Japan Pro-Wrestling (NJPW) en el segundo día de la World Tag League 2017 el 19 de noviembre, representando al stable CHAOS. Luego anotaron cuatro victorias y tres derrotas en el torneo, sin poder avanzar a la final. El 7 de febrero de 2019, sus perfiles fueron eliminados del sitio web de NJPW.

### All Elite Wrestling (2019-presente)
El 7 de febrero de 2019, Beretta y Chuckie T. aparecieron en el mitin de Las Vegas de All Elite Wrestling y anunciaron que se unirían a la promoción.  El 25 de mayo, Best Friends debutaron en el inaugural evento de Double or Nothing quienes derrotaron a Los Güeros del Cielo (Angélico & Jack Evans). El 29 de junio, Best Friends aparecieron evento de Fyter Fest se clasificaron en la primera ronda del torneo por el Campeonato Mundial en Parejas de AEW quienes derrotaron a SoCal Uncensored (Frankie Kazarian & Scorpio Sky) y Private Party (Isiah Kassidy & Marq Quen).
Durante este tiempo también se hicieron amigos y agregaron a Orange Cassidy al equipo, lo que incluyó agregarlo a su abrazo característico y alejarse.

## Campeonatos y logros
- All Elite Wrestling
  - AEW All Atlantic/International Championship (2 veces, actual) - Orange Cassidy
  - AEW TBS Championship (1 vez, actual) - Kris Statlander
  - Dynamite Award (1 vez)
    - Hardest Moment to Clean Up After (2021) - (Best Friends vs Santana & Ortiz) - Dynamite (September 16)

- Pro Wrestling Guerrilla
  - Dynamite Duumvirate Tag Team Title Tournament (2014)[13]

- Ring of Honor
  - ROH Pure Championship (1 vez)[14][15] - Wheeler Yuta

- Wrestling Observer Newsletter
  - Lucha 5 estrellas (2020) vs. Proud and Powerful (Ortiz & Santana) en Dynamite el 16 de septiembre